# Хеппі Енд (фільм)
«Хеппі Енд» — радянський художній фільм 1991 року, знятий режисером Володимиром Орловим на студії «Грамада».

## Сюжет
За однойменною повістю Вікторії Токарєвої. Провінційна аптекарка їде до столиці, залишивши вдома чоловіка та дитину. Але велике місто не налаштоване дарувати їй успіх і славу. Воно використає її доброту та щирість, і викине, як це траплялося з багатьма до неї…

## У ролях
- Наталія Курсевич — Еля
- Олександр Гарцуєв — Анатолій Тимофійович, чоловік Елі
- Геннадій Шкуратов — Ігор Мішаткін, артист
- Микола Кириченко — Лебеков, лікар-психотерапевт
- Міхкель Смелянський — німець
- Олександра Климова — мати Ігоря Мішаткіна
- Віктор Тарасов — Анчаров, кінорежисер
- Павло Кормунін — роль другого плану
- Тетяна Чекатовська — роль другого плану
- Володимир Кін-Камінський — артист
- Ігор Смушкевич — працівник кіностудії
- Р. Квятович — роль другого плану
- Роман Лужков — Кирюша, син Елі
- Павло Дубашинський — епізод
- Валерій Філатов — Станіслав Вікентійович, чиновник
- Наталія Кочеткова — Віра
- Евеліна Сакуро — епізод
- Валентина Деменкова — епізод
- Тетяна Попова — епізод
- Олег Акуліч — артист, товариш по чарці
- Алла Туманян — епізод
- Анжела Дайняк — медсестра
- Ольга Сизова — епізод
- Олександр Кашперов — артист, товариш по чарці
- Євгенія Ковальова — тітка Ліда, мати загиблого шахтаря Валі
- Володимир Корпусь — чиновник

## Знімальна група
- Режисер — Володимир Орлов
- Сценарист — Володимир Орлов
- Оператори — Анатолій Зубрицький, Євген Фомін
- Композитори — Андрій Шпеньов, Євген Глєбов
- Художник — Олег Грубін
- Продюсери — Борис Горошко, Ігор Дилевський